# Relaciones Bután-Venezuela
Las relaciones Bután-Venezuela se refieren a las relaciones internacionales que existen entre Bután y Venezuela.

## Historia
El 17 de diciembre de 2017, Venezuela felicitó a Bután por el cumplimiento de 110 años de su declaración de independencia.

## Misiones diplomáticas
- Venezuela cuenta con una embajada concurrente en Nueva Delhi, India.[2]